# سنجاي شارما
سنجاي شارما هو طبيب عيون كندي، ولد في 1967.